# Heleioporus
Heleioporus – rodzaj płazów bezogonowych z rodziny Limnodynastidae.

## Zasięg występowania
Rodzaj obejmuje gatunki występujące w południowej Australii Zachodniej, południowo-zachodniej Nowej Południowej Walii i wschodniej Wiktorii.

## Charakterystyka
Wszystkie gatunki z tego rodzaju osiągają średnie do dużych rozmiarów, mają zaokrąglone głowy, krótkie ciała, wyłupiaste oczy, krótkie łapy które nie posiadają błon pławnych. Względnie krótkie palce zachowują jedynie ślad mięsistych błon pławnych. Nie licząc Heleioporus eyrei i niektórych Heleioporus psammophilus, dla gatunku charakterystyczne są ciemne kolce na opuszkach palców pierwszych i okazjonalnie drugich i trzecich. Źrenica ograniczona jest do pionowej szpary. Błona bębenkowa jest wydatna. Wszystkie gatunki łączy nawoływanie samców z jamek, gdzie następuje później złożenie jaj, czyli skrzeku, składanych w formie piankowatych mas, w obrębie których rozwijają się zarodki, zanim się wyklują. Następuje to po zalaniu jamek przez wodę i może opóźniać się do czasu, gdy to nastąpi. Odgłosy wydawane przez osobniki poszczególnych gatunków brzmią podobnie. Różnice dotyczą częstotliwości, długości, tonów i ilości powtórzeń.

## Systematyka

### Etymologia
- Heleioporus (Helioporus, Heleioforus): gr. ἑλειος heleios „bagnisty”; πoρος poros „przejście”[9].
- Perialia: etymologia nieznana, J.E. Gray nie wyjaśnił znaczenia nazwy zwyczajowej[4]. Gatunek typowy: Perialia eyrei J.E. Gray, 1845.
- Philocryphus: gr. φιλος philos „miłośnik”, od φιλεω phileō „kochać”[10]; κρυφος kryphos  „kryjówka”[11]. Gatunek typowy: Philocryphus flavoguttatus Fletcher, 1894 (= Rana australiaca Shaw & Nodder, 1795).
- Paraheleioporus: gr. παρα para „blisko”; rodzaj Heleioporus J.E. Gray, 1841[7]. Gatunek typowy: Heleioporus barycragus Lee, 1967.

### Podział systematyczny
Do rodzaju należą następujące gatunki:
- Heleioporus albopunctatus J.E. Gray, 1841
- Heleioporus australiacus (Shaw & Nodder, 1795) – zagrzebnica wielka[12]
- Heleioporus barycragus Lee, 1967 – zagrzebnica żółtoboka[12]
- Heleioporus eyrei (J.E. Gray, 1845)
- Heleioporus inornatus Lee & Main, 1954
- Heleioporus psammophilus Lee & Main, 1954